# 美國手語字母

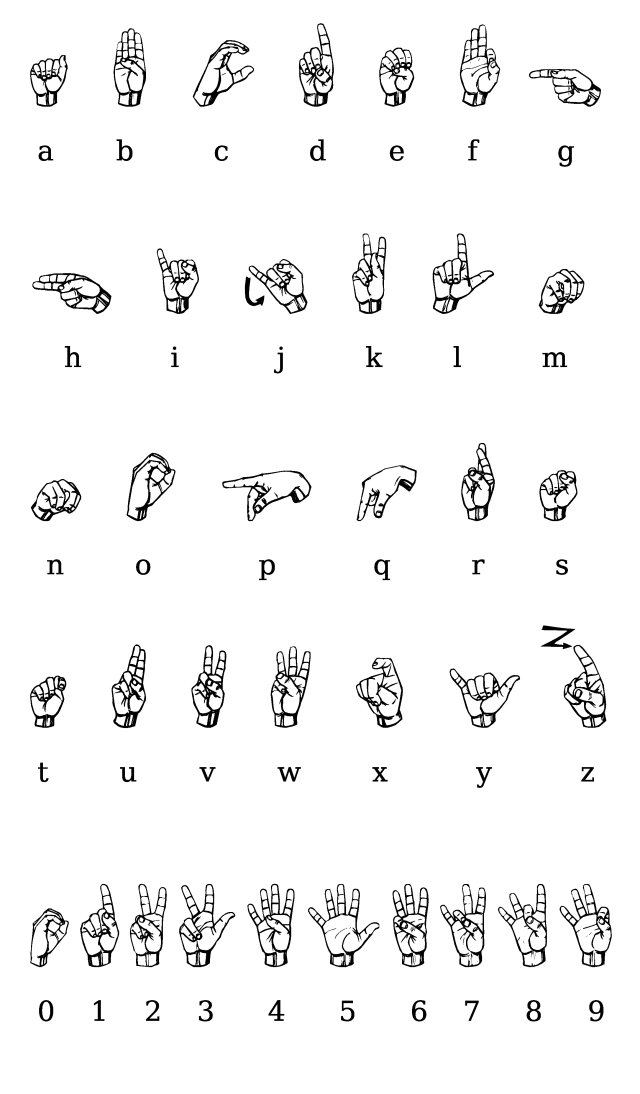
美國手語字母

美國手語字母（American manual alphabet）是一套增補美國手語用的指拼手語，為拼寫人名、地名、著作等專有名詞時使用，某些詞語也會使用手語字母來表達。大多數情形下，常用的手會被用來拼字，掌心面對著觀察者。

## 初學者常犯錯誤
手語初學者常犯的大部分錯誤，都是由手語字母在印刷品上的圖片而造成。

### 字母錯誤
大部份手語字母圖中的字母都是從側旁描繪，以清楚表現手形；不過實際拼字時，手掌並不應該扭向一邊。初學者最常把 C 和 O 兩個字母像圖片一樣扭向一邊來打，這是錯誤的。這個規則有兩個例外：打G和H的時候掌心應對著側旁，這樣手掌的位置才符合人體工學。

### 數字錯誤
另外一個常見的錯誤是打基數 1 至 5 的時候，掌心如圖片般向外。打一、二、三、四、五時，掌心應向內（對著談話者）；打6至9時，掌心向外，對著觀察者。
一如字母 O，打數字零的時候不要把手掌扭向一邊，掌心應對著前方。
不過這規則只適用於基數；其他情況下就有不同規則。表示時間時，掌心永远對著觀察者；其他數目則視乎情況而定。

## 外部連結
- ASL Fingerspelling Resource Site （页面存档备份，存于） Free online fingerspelling lessons, quizzes, and activities.
- ASL Fingerspelling Online Advanced Practice Tool （页面存档备份，存于） Test and improve your receptive fingerspelling skills using this free online resource.
- Fingerspelling Beginner's Learning Tool （页面存档备份，存于） Learn the basic handshapes of the fingerspelled alphabet.
- Manual Alphabet and Fingerspelling  Further information, fingerspelling Tips and video example of ASL Alphabet.